# Parapodium crispum
Parapodium crispum är en oleanderväxtart som beskrevs av Nicholas Edward Brown. Parapodium crispum ingår i släktet Parapodium och familjen oleanderväxter. Inga underarter finns listade i Catalogue of Life.